# Jacques Stephen Alexis
Jacques Stephen Alexis (korrekt: Jacques Stéphen Alexis, * 22. April 1922 in Gonaïves, Haiti; † ca. 22. April 1961 in Môle-Saint-Nicolas, Département Nord-Ouest (?), Haiti) war ein haitianischer Erzähler, Dichter und politischer Aktivist.

## Leben
Jacques Stephen Alexis wurde als Sohn des Journalisten, Historikers, Romanautors und Diplomaten Stéphen Alexis geboren, der ein Nachkomme des Gründungsvaters Haitis, Jean-Jacques Dessalines, war. So wuchs Jacques Stephen Alexis in einer Familie auf, in der Diskussionen über literarische und politische Themen alltäglich waren. Im Alter von 18 Jahren veröffentlichte er seinen ersten Essay, und zwar über den haitianischen surrealistischen Dichter Hamilton Garoute. In den frühen 1940er Jahren gründete er die Gruppe La ruche (dt. „Der Bienenstock“), die eine literarisch-soziale Erneuerung Haitis anstrebte. 1946 beteiligte er sich an der Revolte gegen den diktatorisch regierenden Präsidenten Élie Lescot, der die Voodoo-Kulte verfolgt hatte und durch den Aufstand gezwungen wurde, außer Landes zu gehen. Nach dem Medizinstudium in Port-au-Prince und Paris reiste Alexis durch Europa und lebte einige Jahre lang in Kuba.
1955 erschien sein Erstlingsroman Compère Général Soleil (dt.: „General Sonne“, 1985) bei Gallimard in Paris. Es folgten weitere Romane und Erzählungen.
1959 gründete er die Parti pour l'Entente Nationale (PEP), eine radikalsozialistische Partei. Während der Diktatur François Duvaliers musste er ins Exil gehen. Im August 1960 unterzeichnete er in Moskau auf einer Konferenz von 81 kommunistischen Parteien die Deklaration der 81 im Namen der haitianischen Kommunisten.
Bald nach seiner Rückkehr nach Haiti im April 1961 wurde er in Môle-Saint-Nicolas von einer Tonton-Macoute-Einheit verhaftet, in Fort Dimanche gefoltert und ermordet. Die Umstände seines Todes und Einzelheiten des Verbrechens sind bis heute nicht aufgedeckt.

## Werke
Der Debütroman Compère Général Soleil von 1955 verdankte seinen Erfolg einem „politisch gestimmten Publikum, das der folkloristischen Unverbindlichkeit der Négritude wie auch des Indigenismus überdrüssig war“. Im Zentrum des Stadtromans steht die Politisierung des Analphabeten Hilarion Hilarius, der zum Lumpenproletariat der Armenviertel gehört. Hilarion erlebt die Massaker von 1937, die Ermordung und Vertreibung von Zehntausenden haitianischer Arbeiter durch die Polizei Trujillos und stirbt auf der Flucht.
Es folgte der Roman Les arbres musiciens (1957; dt. „Die singenden Bäume“, 1961), in dem Alexis die Themen und die Erzählweise des Indigenismo wieder aufgreift und in der Tradition Alejo Carpentiers und Jacques Roumains vom dörflichen Leben erzählt, das durch Massenenteignungen der 1940er Jahre zugunsten amerikanischer Kautschukkonzerne und durch die Verfolgung des Voodoo-Kultes durch Lescot zerstört wird. In kurzen Abständen folgten L′espace d'un cillement (1959, dt. „Die Mulattin“) über das Prostituiertenviertel in Port-au-Prince und Romanceros aux étoiles (1960), in dem Alexis an die westafrikanischen Wurzeln der oralen Traditionen Haitis anknüpft. 2021 veröffentlichte der Verlag Litradukt unter dem Titel Der Stern Wermut die Übersetzung der fragmentarischen Fortsetzung des Romans L′espace d′un cillement, die 2017 aus dem Nachlass als L′étoile absinthe erschienen war.